# Sede titolare di Metimna
Metimna (in latino Methymnaea) è una sede arcivescovile titolare della Chiesa cattolica.

## Storia
Metimna è un'antica sede arcivescovile della Grecia, sull'isola di Lesbo. La diocesi fu eretta dopo il 451 ed era suffraganea dell'arcidiocesi di Rodi. Prima dell'869 era già insignita del titolo arciepiscopale. Successivamente fu eretta a metropolia del patriarcato di Costantinopoli, ancora esistente oggi (Ιερά Μητρόπολις Μηθύμνης), con sede a Kalloni.
Dal XIX secolo Metimna è annoverata tra le sedi arcivescovili titolari della Chiesa cattolica; la sede è vacante dal 17 novembre 1966.

## Cronotassi
- Adolfo Alejandro Nouel y Boba-Dilla † (8 ottobre 1904 - 20 agosto 1906 succeduto arcivescovo di Santo Domingo)
- François-Marie-Joseph Delamaire † (3 settembre 1906 - 7 febbraio 1913 succeduto arcivescovo di Cambrai)
- Thomas Fennelly † (7 maggio 1913 - 24 dicembre 1927 deceduto)
- Thomas O'Donnell † (27 maggio 1929 - 26 gennaio 1931 succeduto arcivescovo di Halifax)
- Emilio Juan Francisco Lissón y Chávez, C.M. † (3 marzo 1931 - 25 dicembre 1961 deceduto)
- Manuel Nunes Gabriel † (13 febbraio 1962 - 17 novembre 1966 succeduto arcivescovo di Luanda)